# Догматика
Догма́тика — раздел богословия, в котором даётся систематизированное изложение догматов (положений) какой-либо религии. Систему догматов имеют христианство, ислам, буддизм и другие религии.
Часто догматика выражается кратко письменно в виде официального вероисповедного документа — исповедания веры или катехизиса. В свою очередь раздел богословия, изучающий содержание основных вероучительных истин, принимаемых в пределах религиозного учения определённого религиозного объединения, называется догматическим богословием.

## Православие
Ввиду появления подложных православных катехизисов, самым известным из которых является кальвинистский катехизис «патриарха Лукариса», православные выпустили свой, составленный по поручению и с одобрения всех православных патриархов, катехизис святителя Петра Могилы для опровержения подложных катехизисов. Однако затем появились и другие подобные документы православных, связанные, помимо задачи опровержения подложных катехизисов, также с массовым переходом в православие привыкших к катехизисам католиков и протестантов и необходимостью проведения диспутов с инославными.
- Катехизис «Православное исповедание Кафолической и Апостольской Церкви Восточной» митрополита Петра (Могилы), митрополита киевского (1643)
- «Послание патриархов восточно-кафолическия церкви о православной вере 1723 г.» (иначе «Послание восточных патриархов»).
- Катехизисы «Пространный христианский катихизис Православной Кафолической Восточной церкви» (первоначально Преосвященного Филарета (Дроздова) 1823 с дальнейшими переработками) и «Начатки христианского учения или краткая Священная История и краткий Катехизис» (1828) Филарета (Дроздова), митрополита московского и коломенского
- «Православный катехизис» Александра (Семёнова-Тян-Шанского), епископа Зилонского (Париж, зарубежная церковь, начало 1950-х)

## Римско-католическая церковь
- Катехизис Петра Канизия (1554)
- Катехизис папы римского Пия V (1556)
- Катехизис католической церкви, Ватикан, 1992 г. под ред. Папы Римского Иоанна Павла II

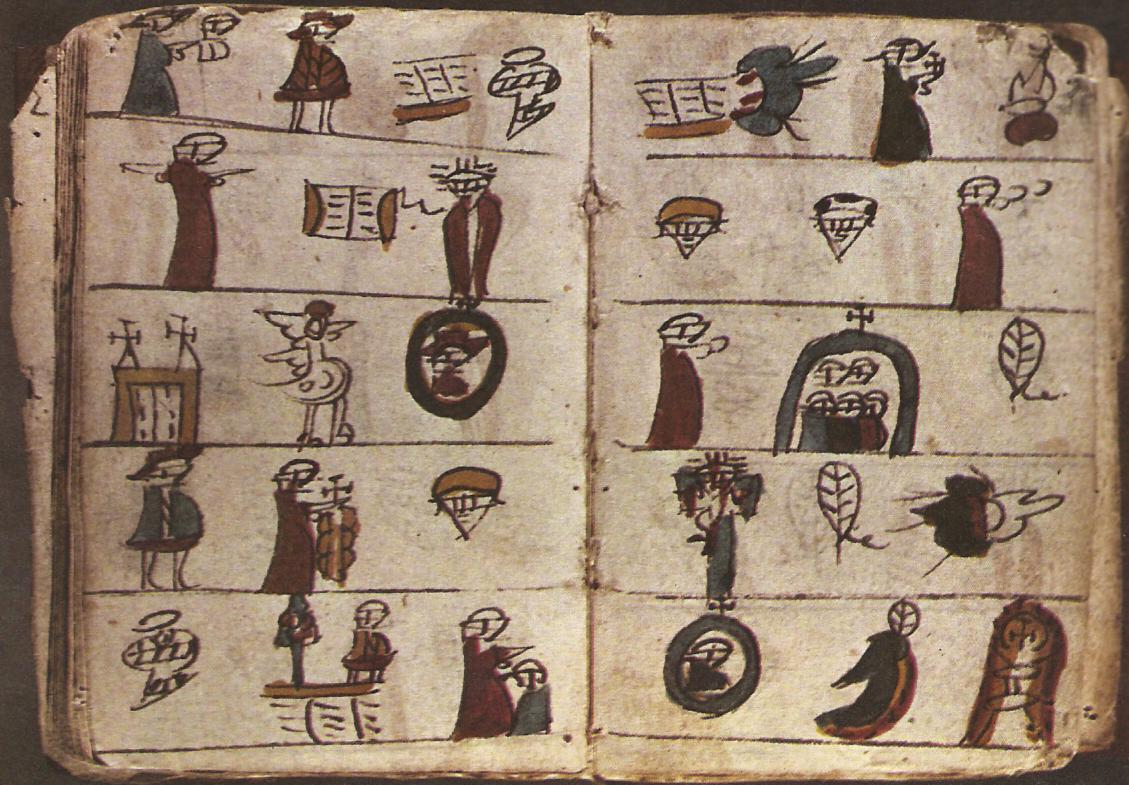
Катехизис, созданный в 1520 году для американских индейцев

## Лютеранство
- Первым догматическим сочинением лютеранства стал труд «Loci communes»[2] Филиппа Меланхтона. Впоследствии, в течение XVI века сформировался сборник вероучительных документов «Книга Согласия», имеющий нормативную силу в лютеранских церквях и по сей день. Книга Согласия включает в себя большой и малый катехизисы Мартина Лютера, Аугсбургское исповедание веры и другие документы, изначально издававшиеся независимо друг от друга.
- «Катехизис» («Katechizmusa prasty szadei…») Мартинаса Мажвидаса — первая книга на литовском языке (Кёнигсберг, 1547).

## Реформатская церковь
- Гейдельбергский катехизис Каспара Олевиана и Захария Урсин (1563), Гейдельберг, Германия
- Раковский катехизис (1605), Раков, Польша
- Восточное исповедание христианской веры, выпущенное под именем «Патриарх Константинопольский Кирилл Лукарис» в 1629-1633 годах (сначала на латыни в Женеве), согласно официальной точке зрения православных, без согласия и какого бы то ни было участия патриарха
- Вестминстерское исповедание веры (1648), Вестминстерское аббатство, Лондон, Великобритания. Разрабатывалось в течение 6 лет (1643—1649) 151 богословом Вестминстерского собора
- Каноны Дордрехтского Синода (1619), Дордрехт, Нидерланды